# Sedum diminutum
Sedum diminutum là một loài thực vật có hoa trong họ Crassulaceae. Loài này được (R.T. Clausen) G.L. Nesom miêu tả khoa học đầu tiên năm 1995.